# Stiftung Preußische Schlösser und Gärten Berlin-Brandenburg
Die Stiftung Preußische Schlösser und Gärten Berlin-Brandenburg (kurz: SPSG) ist eine Stiftung des öffentlichen Rechts mit Sitz in Potsdam. Sie wurde am 23. August 1994 durch einen Staatsvertrag zwischen den Ländern Berlin und Brandenburg gegründet. Ihre Aufgabe ist die Bewahrung und Pflege der Schlösser und Gärten des ehemaligen Landes Preußen. Die SPSG ist unabhängig von der Stiftung Preußischer Kulturbesitz.

## Geschichte
Die SPSG ist ein Zusammenschluss der durch die Teilung Deutschlands entstandenen Verwaltungen der „Staatlichen Schlösser und Gärten Potsdam-Sanssouci“ (DDR) und der „Verwaltung der Staatlichen Schlösser und Gärten Berlin“ (West-Berlin). Diese Institutionen sind aus der preußischen „Verwaltung der Staatlichen Schlösser und Gärten“ hervorgegangen, die nach der Vermögensauseinandersetzung zwischen dem Haus Hohenzollern und dem Freistaat Preußen am 1. April 1927 gegründet worden war und bis 1947 existiert hatte, als ihre Aufgaben mit der Auflösung Preußens zu Angelegenheiten der Nachfolge-Länder Berlin und Brandenburg wurden.
Die Stiftung mit Sitz in Potsdam wurde am 23. August 1994 durch einen Staatsvertrag gegründet, der zum 1. Januar 1995 in Kraft trat. Träger sind die Bundesländer Berlin (21,35 %) und Brandenburg (36,60 %) sowie der Bund (42,05 %) (Stand: 2007). Weitere Unterstützung erhält die Stiftung durch zahlreiche Fördervereine und private Sponsoren.
Die Stiftung wurde in das im Jahr 2001 erschienene Blaubuch aufgenommen, einer Liste national bedeutsamer Kultureinrichtungen in Ostdeutschland, das 20 sogenannte kulturelle Leuchttürme umfasst. Die Auswahl der Kulturstätten erfolgte auf Initiative des Beauftragten der Bundesregierung für Kultur und Medien in Abstimmung mit den ostdeutschen Kultusministern.

## Die Aufgaben der Stiftung
In über dreihundertjähriger Bautätigkeit entstanden durch die brandenburg-preußischen Herrscher Schlösser und Gartenanlagen von internationaler Bedeutung. 1990 wurden die Schlösser und Gärten in Potsdam, die auf Berliner Gebiet liegende Pfaueninsel sowie Schloss und Park Glienicke als Welterbestätte unter den Schutz der UNESCO gestellt.
Um die kulturhistorisch bedeutenden Anlagen und Gebäude zu erhalten, ist die SPSG nach § 1 Abs. 1 und 2 ihrer Satzung iVm dem Gesetz zum Staatsvertrag, Artikel 2 (1), verpflichtet, „die ihr übergebenen Kulturgüter zu bewahren, unter Berücksichtigung historischer, kunst- und gartenhistorischer und denkmalpflegerischer Belange zu pflegen, ihr Inventar zu ergänzen, der Öffentlichkeit zugänglich zu machen und die Auswertung dieses Kulturbesitzes für die Interessen der Allgemeinheit insbesondere in Wissenschaft und Bildung zu ermöglichen.“
Neben der denkmalpflegerischen Aufgabe und der Öffnung der Schlossanlagen für Besichtigungen werden jährlich Sonderveranstaltungen und Sonderausstellungen, vor allem zu Themen der preußischen Kulturgeschichte, durchgeführt. Konzerte, wie die „Potsdamer Schlössernacht“ in Potsdam-Sanssouci oder das Internationale Opernfestival junger Sänger „Kammeroper“ im Schloss Rheinsberg, gehören seit Jahren zu den gut besuchten Veranstaltungen in den Schlossanlagen.

## Liegenschaften
Die Stiftung Preußische Schlösser und Gärten betreut und verwaltet mit etwa 550 Angestellten rund 30 Museumsschlösser und andere Museen, 800 Hektar denkmalgeschützte Parkanlagen, 100.000 Einzelkunstwerke, 150 Denkmäler und 300 bauliche Anlagen. Im Mai 2018 wurde südöstlich des Potsdamer Hauptbahnhofs das Zentrale Kunstgutdepot der Stiftung bezogen und im September 2024 dann das nebenan neuerrichtete Zentrale Skulpturendepot.

### Potsdam

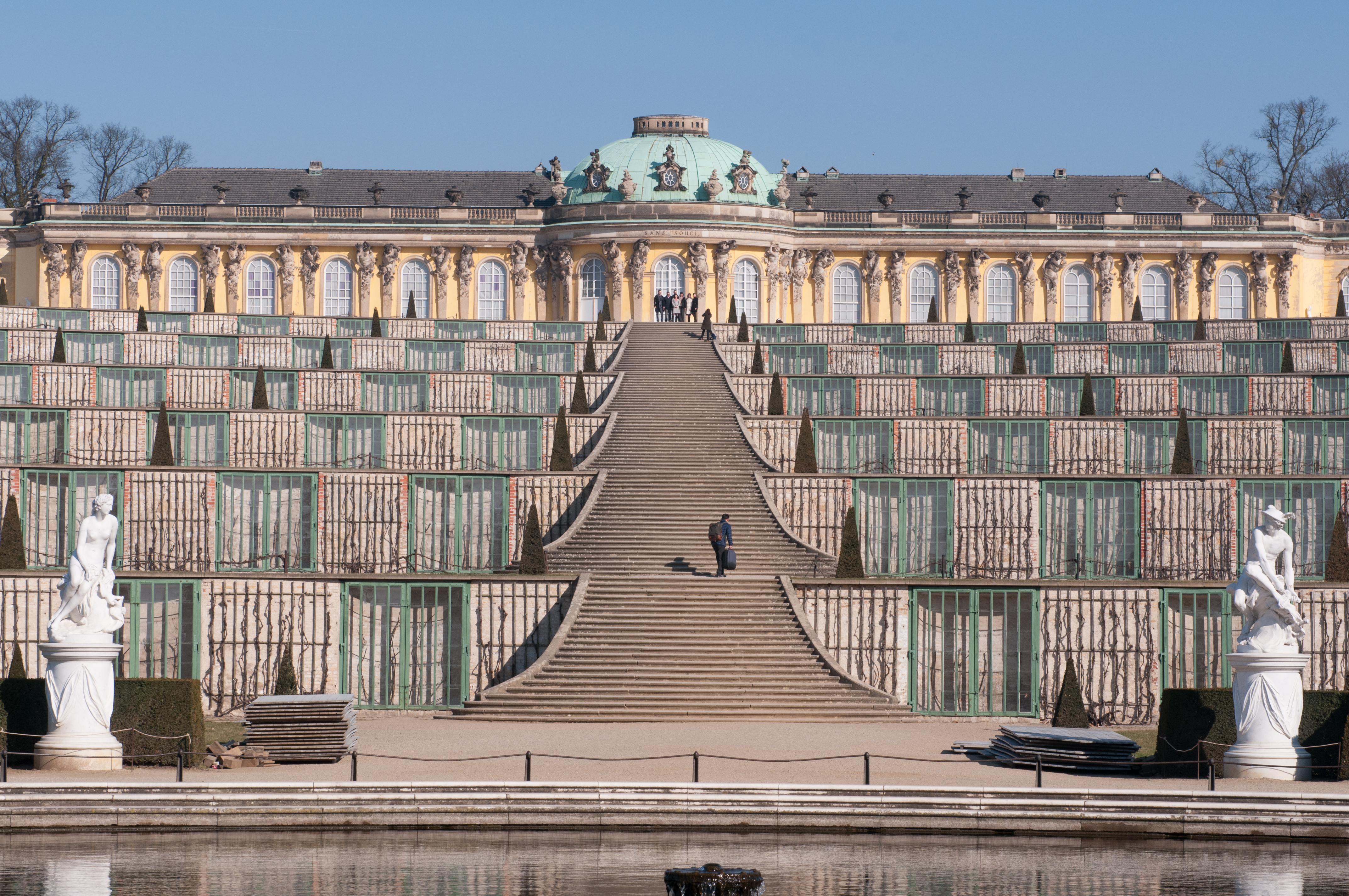
Schloss Sanssouci

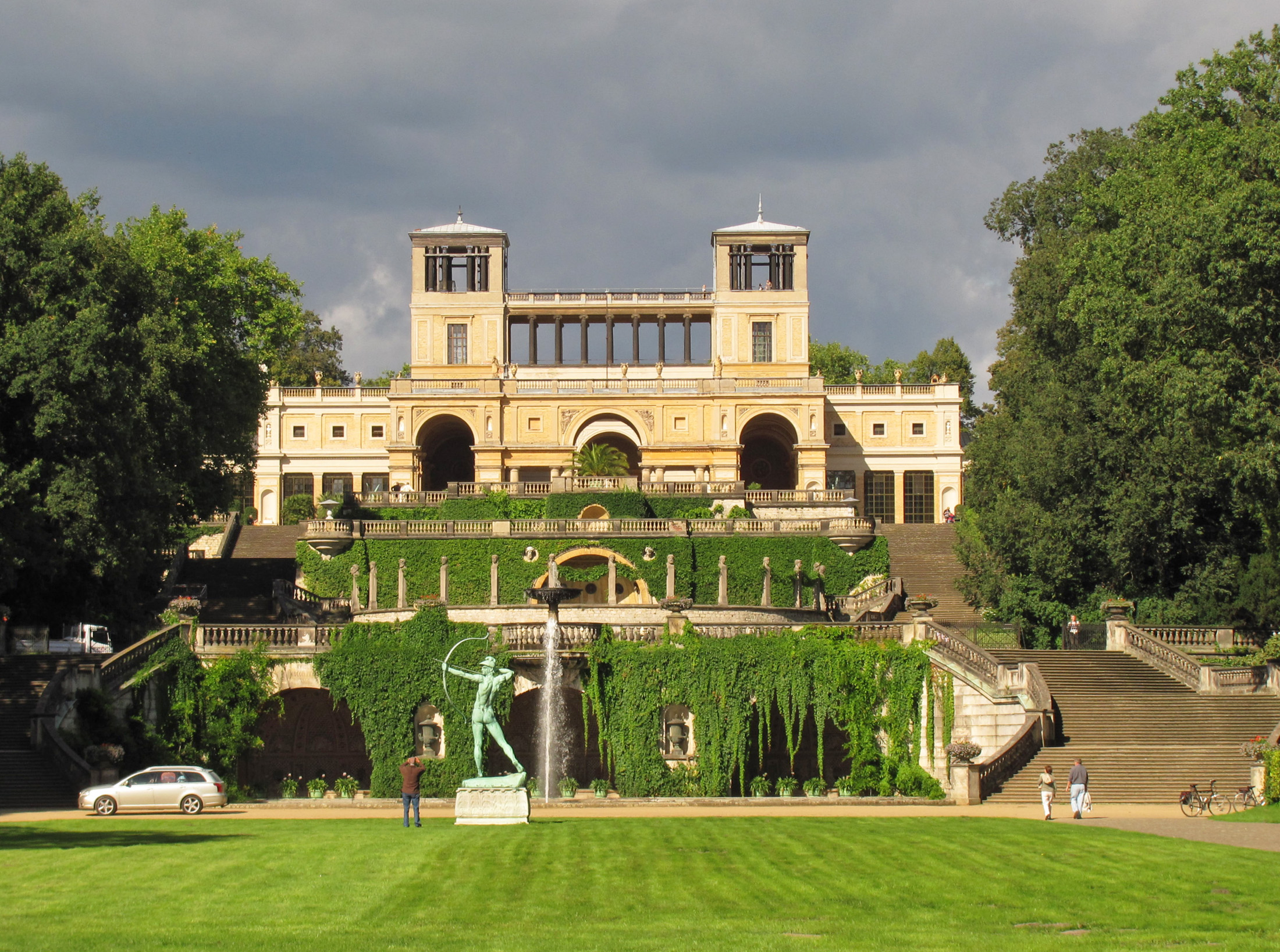
Orangerieschloss

- Park Sanssouci (289 ha) mit Schloss Sanssouci, Neues Palais, Charlottenhof, Bildergalerie, Neue Kammern, Orangerieschloss, Drachenhaus, Belvedere auf dem Klausberg, Römische Bäder, Chinesisches Haus, Fasanerie, Meierei, Historische Mühle, Ruinenberg, Marstall sowie Parkarchitekturen und weitere Gebäude
- Neuer Garten einschließlich des Heiligen Sees (146 ha) mit den Gebäuden Marmorpalais, Küche in Form einer römischen Tempelruine, Schloss Cecilienhof, Meierei, Orangerie, Gotische Bibliothek, Schindelhaus, Grotte, Pyramide (Eiskeller), holländisches Etablissement und weitere Parkgebäude
- Park Babelsberg (124 ha) mit den Gebäuden Schloss Babelsberg, einschließlich Küchengebäude, Dampfmaschinenhaus, Flatowturm, Gerichtslaube, Kleines Schloss, Matrosenhaus, Havelhaus und weitere Nebengebäude

- Jagdschloss Stern

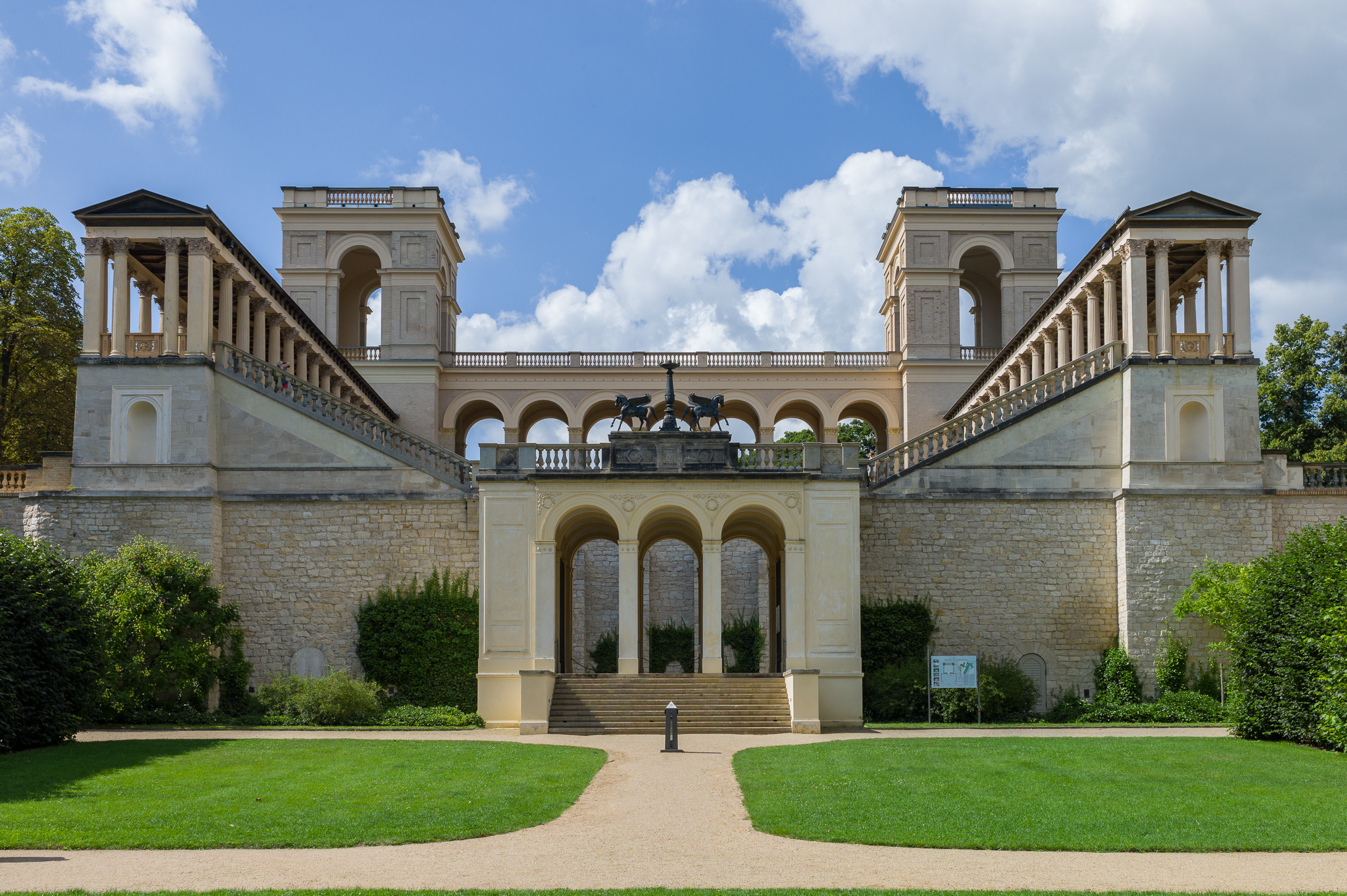
Belvedere auf dem Pfingstberg

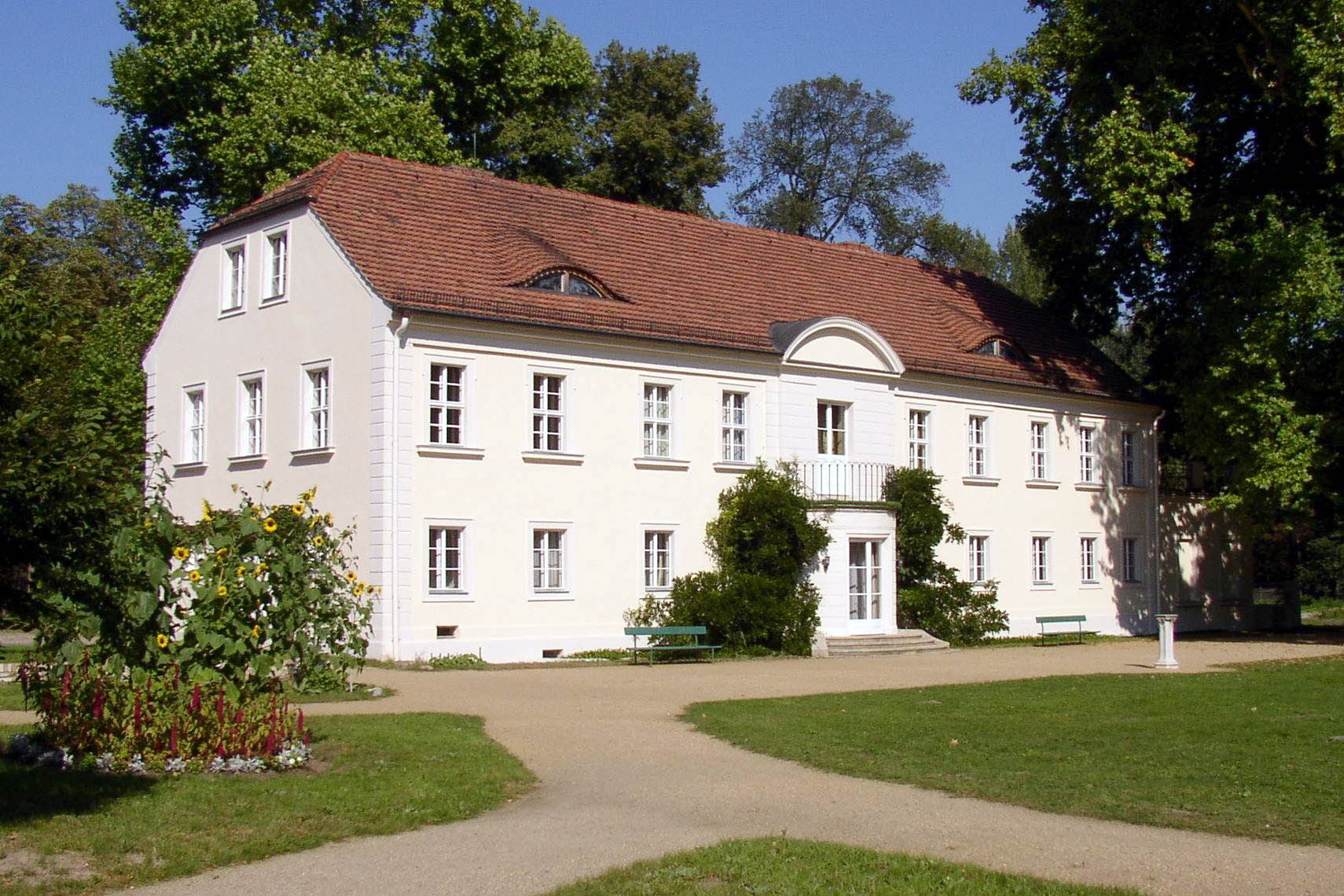
Schloss Sacrow

- ehemaliger Marstall des Stadtschlosses (heute Filmmuseum)
- Dampfmaschinenhaus (Moschee)
- Schloss Lindstedt
- Kopfbau zum Langen Stall
- Belvedere auf dem Pfingstberg
- Pomonatempel
- Villa Quandt
- Villa Lepsius
- Villa Henckel
- Villa Schlieffen
- Thiemann-Haus
- Schloss und Park Sacrow (38 ha).

### Berlin

Schloss Charlottenburg

- Schlossgarten Charlottenburg (55,44 ha) mit den Gebäuden Schloss Charlottenburg, Belvedere, Mausoleum und Neuer Pavillon
- Jagdschloss Grunewald
- Pfaueninsel (76 ha) mit Schloss Pfaueninsel und Parkgebäuden
- Park Glienicke (7,2 ha) mit Schloss Glienicke und Parkgebäuden
- Schloss Schönhausen mit Garten

### Ländlicher Raum

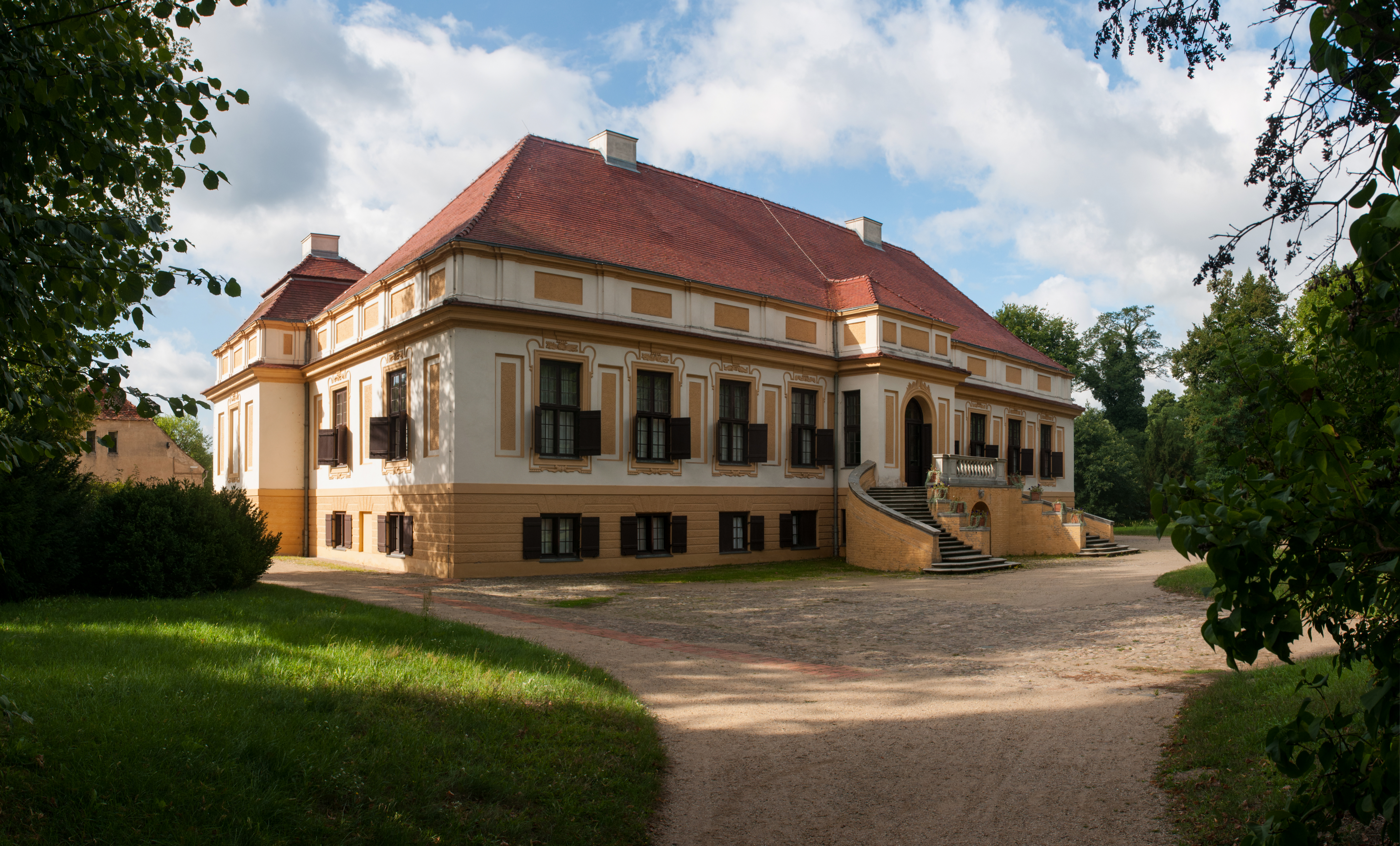
Schloss Caputh

- Schloss und Park Rheinsberg (27 ha), einschließlich aller Nebengebäude, Wasserflächen und Brücken
- Schloss und Park Caputh (5 ha),
- Schloss und Park Königs Wusterhausen (5 ha), einschließlich der Nebenanlagen
- Schloss Oranienburg
- Schloss Paretz mit Garten

## Direktoren

### Verwaltung der Staatlichen Schlösser und Gärten
- Paul Hübner, 1927–1929
- Ernst Gall, seit Ende 1929 kommissarisch, 1930–1946 (zwischen 1933 und 1934 kurzzeitig vom Amt suspendiert)

### Verwaltung der Staatlichen Schlösser und Gärten Berlin (West-Berlin)
- Margarete Kühn, 1945–1969
- Martin Sperlich, 1969–1984
- Jürgen Julier, 1984–1994

### Staatliche Schlösser und Gärten Potsdam-Sanssouci (DDR)
- Willy Kurth, 1946–1963, ab 1956 Generaldirektor
- Wolf Schubert, Generaldirektor, 1964–1967
- Heinz Kästner, 1967
- Joachim Mückenberger, Generaldirektor, 1967–1991
- Hans-Joachim Giersberg, kommissarischer Generaldirektor 1991–1995

### Stiftung Preußische Schlösser und Gärten Berlin-Brandenburg
- Hans-Joachim Giersberg, Generaldirektor, 1995–2001
- Hartmut Dorgerloh, Generaldirektor, 2002–2018
- Heinz Berg, kommissarischer Generaldirektor, 2018–2019
- Christoph Martin Vogtherr, Generaldirektor, seit 2019

## Die Vermögensauseinandersetzung
Nach dem Ersten Weltkrieg und dem Ende der Monarchie wurde im November 1918 das Vermögen, der Grundbesitz und die Immobilien des Hauses Hohenzollern von der neuen Regierung beschlagnahmt. Im Gegensatz zu Österreich, wo die Habsburger ganz überwiegend enteignet wurden, betrachtete man in Deutschland die Vermögensauseinandersetzung nicht als politische, sondern als Rechtsfrage. Die von den einzelnen Ländern mit den jeweiligen Fürstenhäusern abzuschließenden Enteignungsverträge führten mit den Wittelsbachern schon 1923 im Wege einer gütlichen Einigung zur Errichtung des Wittelsbacher Ausgleichsfonds. Über einen Vergleichsentwurf von 1925 mit dem Hohenzollern, der ihnen rund drei Viertel des umstrittenen Grundbesitzes einräumte, wurde keine Einigung erzielt. Die überwiegend hohen Forderungen der Fürstenhäuser führten zu einem von den Sozialdemokraten und kommunistischen Parteien erstrebten Volksentscheid, mit dem nach einem erfolgreichen Volksbegehren am 20. Juni 1926 die entschädigungslose Enteignung aller zweiundzwanzig Fürstenhäuser des Deutschen Reichs gesetzlich geregelt werden sollte. Mit 14,5 Millionen Wahlstimmen, die sich für ein „Gesetz zur Enteignung des Fürstenvermögens“ aussprachen, erreichte der Volksentscheid die relative Mehrheit, aber nicht die – für das als verfassungsänderndes Gesetz eingestufte – geforderte Stimmenzahl von mindestens 20 Millionen Stimmen.
Am 26. Oktober 1926 wurde das „Gesetz über die Vermögensauseinandersetzung zwischen dem Preußischen Staat und den Mitgliedern des vormals regierenden Preußischen Königshauses“ verabschiedet.
Es räumte den Hohenzollern gut 60 Prozent des beschlagnahmten Vermögens an Grund und Boden, die Mehrzahl der Schlösser, weitere Vermögenswerte und Tausende von Kunstgegenständen ein, ungeachtet des während der langwierigen Verhandlungen mit 50 bis 60 Waggons und 142 Möbelwagen ins preußische Exil nach Haus Doorn transportierten beweglichen Vermögens.
Zur Verwaltung und Instandhaltung der in Staatsbesitz übernommenen Gebäude und Gartenanlagen wurde am 1. April 1927 die preußische „Verwaltung der Staatlichen Schlösser und Gärten“ gegründet, die die Schlossanlagen als Museen der Öffentlichkeit zugänglich machte. Die Verluste durch Kriegseinwirkung, Gebietsverlust und Beutenahme von Kulturgut durch die Sowjetarmee waren erheblich. Obwohl 1955 und 1957/58 Kunstschätze aus der Sowjetunion nach Deutschland zurückkamen, fehlen in den Schlössern der SPSG bis heute mehr als 3000 Ölgemälde, circa 1000 Skulpturen, Tausende von Porzellanen, Möbel, 80.000 Bände aus den königlichen Bibliotheken und mehrere tausend Grafiken.

## Bildrechte

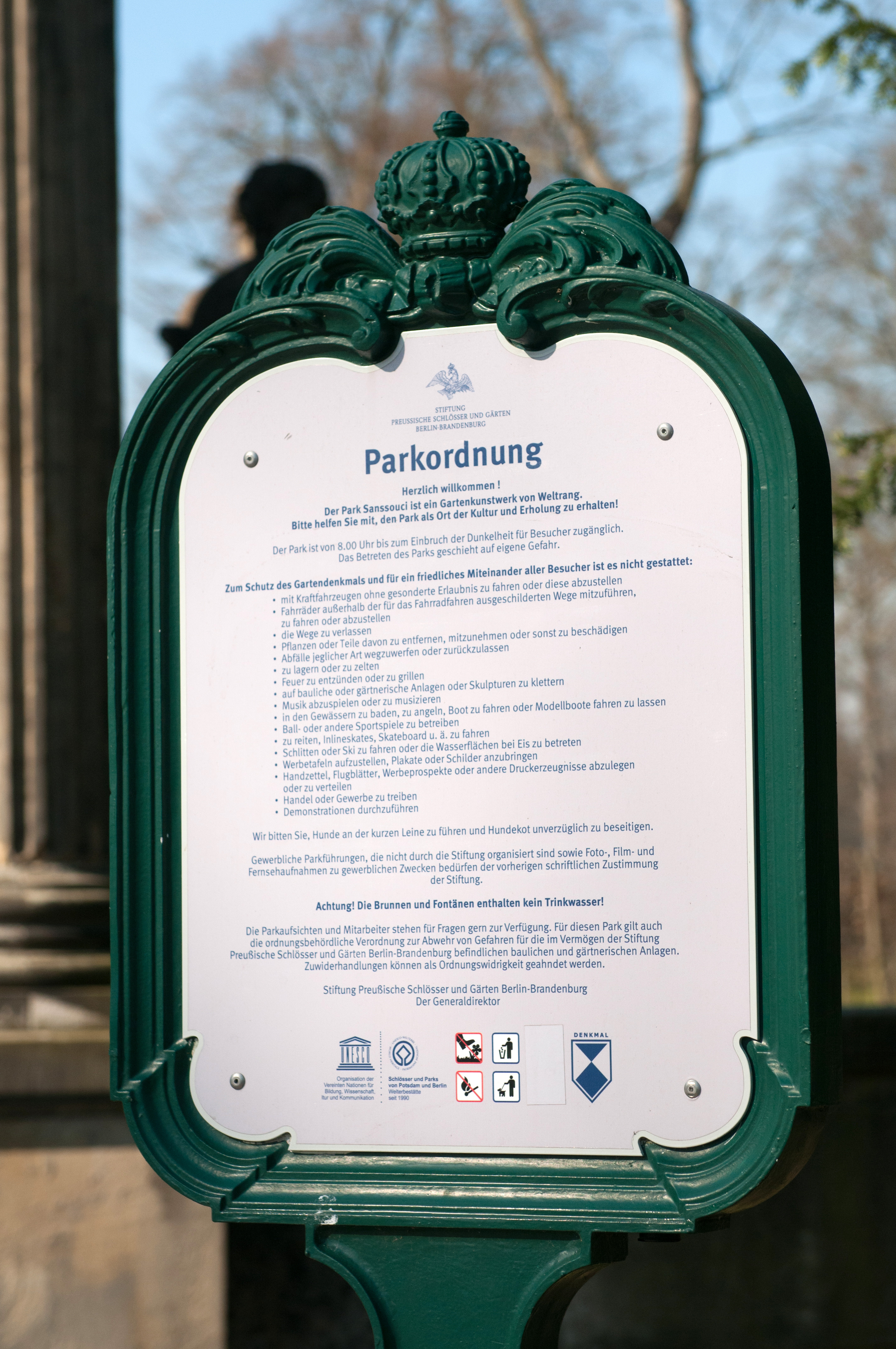
Parkordnung an einem Tor von Sanssouci

2010 gewann die Stiftung vor dem Bundesgerichtshof einen Rechtsstreit um die Herstellung und Verwertung von Fotografien ihrer Liegenschaften. Das viel kritisierte Urteil wurde in einem zweiten Revisionsverfahren 2013 vom Bundesgerichtshof bestätigt. In ihren Richtlinien über Foto-, Film- und Fernsehaufnahmen hatte die SPSG sämtliche Aufnahmen für zustimmungspflichtig erklärt, ausgenommen „Aufnahmen von Gebäuden und Anlagen, die sich an öffentlichen Straßen, Wegen oder Plätzen befinden (§ 59 UrhG) und Außenaufnahmen zu privaten Zwecken von geringem Umfang“. Die in diesem Prozess vertretene Position der Stiftung zur Panoramafreiheit wurde vom Deutschen Journalisten-Verband scharf kritisiert, der dadurch die Pressefreiheit verletzt sah.
Mit Wirkung vom 3. Juni 2021 traten veränderte Richtlinien in Kraft. Seitdem sind nicht nur Außenaufnahmen, sondern nach Erwerb einer Eintrittskarte auch Innenaufnahmen sowie deren Veröffentlichung und Verwertung grundsätzlich ohne Zustimmung erlaubt, sofern weder zusätzliche Technik noch weiteres Personal zum Einsatz kommen.